# Muzułmańskie najazdy na Galię
Muzułmańskie najazdy na Galię – próby podboju Galii przez muzułmanów zaczęły się krótko po podbiciu wizygockiej Hiszpanii przez Tarika ibn Ziyada. Przez część VIII wieku muzułmańskie armie najeżdżały ziemie Galii, opanowując przejściowo Septymanię, ostatnie tereny pod rządami Wizygotów. Islamskie rajdy docierały nawet do Poitiers, Awinionu, Lyonu i Autun. Postępy Umajjadów zostały zatrzymane dzięki zwycięstwu chrześcijan w bitwie pod Tours w 732 roku. Po tym sukcesie Frankowie umocnili swoją pozycję i zaczęli stopniowo wypierać muzułmanów, odzyskując w 759 roku Septymanię.

## Podbój Septymanii
W 716 muzułmanom, dzięki licznym zwycięstwom na półwyspie Iberyjskim, udało się wyprzeć Wizygotów poza Pireneje. Królestwo obejmujące dotychczas część południowej Galii i całą Hiszpanię, zostało zredukowane do obszaru Septymanii. Arabowie i Berberowie nie poprzestali jednak na tych sukcesach i w 719 roku przekroczyli Pireneje zdobywając Narbonę którą utrzymali potem aż do 759 roku. Od 720 roku Narbona była bazą wypadową muzułmanów, z której dokonywali rajdów na całą południową Galię. W 721 roku muzułmanie zostali pobici w bitwie pod Tuluzą a zwycięski Odon z Akwitanii zabił nawet islamskiego wodza, emira al-Samha ("Zama" według chrześcijańskich kronik). Ten sukces chrześcijan nie zatrzymał jednak postępów Umajjadów w Septymanii i wkrótce większość regionu znalazła się pod ich władzą. Miejscowa ludność i germańscy możni widząc bezcelowość oporu, uznali islamskie panowanie w zamian za dość rozległą autonomię. W 725 roku muzułmański wódz Anbasa al-Kalbi obległ Carcassonne i mimo iż nie udało mu się zdobyć miasta to zmusił je do oddania połowy zajmowanych terytoriów i wymusił sojusz wojskowy.
Kilka lat później doszło do buntu Munuzy, muzułmańskiego gubernatora który wystąpił przeciwko władzy Kordoby. Munuza sprzymierzył się z książętami Akwitanii i doszło wówczas do szeregu mariaży między dworami. Sytuacja w południowej Galii ustabilizowała się, Munuza potrzebował sojuszników przeciwko Kordobie a jego chrześcijańscy sąsiedzi byli zbyt słabi aby odbić Septymanię, poza tym można domniemywać, że woleli graniczyć z państwem obejmującym Septymanię i część Katalonii niż z samym Kalifatem.

## Najazdy na Akwitanię i Poitou
W 731 roku zabity został Munuza, którego działalność pozwoliła unormować stosunki między chrześcijanami a muzułmanami. Był to efekt wyprawy nowego gubernatora, Abd ar-Rahmana. Krótko po egzekucji Munuzy ar-Rahman ponownie podporządkował sobie zajmowane przez buntownika tereny i przeprawiwszy się przez Pireneje, ruszył na Galię. Pierwszą przeszkodą na jego drodze była Akwitania. Najeźdźcy pokonali Odona, księcia Akwitanii w bitwie nad rzeką Garonną w 732 roku. Po tym sukcesie muzułmańskie wojska pomaszerowały dalej na północ, docierając aż do Poitou. Odon, po klęsce nad Garonną zbiegł na dwór frankijski, gdzie ostrzegł przed zagrożeniem jakie niósł ze sobą muzułmański atak, faktycznego władcę państwa frankijskiego, Karola Młota.
Frankijski majordom, powodowany ostrzeżeniami Odona, zebrał wojska i ruszył do Poitou. Armia Karola miała liczyć (według różnych źródeł) od 15 000 do 75 000 żołnierzy, głównie piechoty. Frankowie posuwali się na południe starymi rzymskimi drogami. Do spotkania z najeźdźcami doszło na polach między Tours a Poitiers. Bitwa zakończyła się zwycięstwem Franków a ar-Rahman zginął w czasie walk. Wojska muzułmańskie wycofały się za Pireneje. Bitwa pod Poitiers uważana jest za punkt zwrotny w walkach o Galię.

## Późniejsze walki
W 734 roku wojska muzułmańskie pod wodzą el-Fihriego, następcy ar-Rahmana, ponownie przekroczyły Pireneje i zmusiły do kapitulacji Awinion. Mieszkańcy Prowansji sami wezwali muzułmanów, prosząc ich o ochronę przed zakusami Karola Młota, którego aktywność na południu Galii po zwycięstwie pod Poitiers znacznie wzrosła.
Karol w swojej polityce południowej musiał zmagać się z wieloma trudnościami. Miejscowa elita gocka była bardzo nieprzychylna Frankom, obawiając się, iż po ewentualnym podboju południa przez Karola Młota, utracą swoją uprzywilejowaną pozycję. Aby przeciwdziałać sojuszowi Wizygotów i muzułmanów Karol sprzymierzył się z królem Lombardów, Liutprandem. W 737 roku Frankowie zajęli Awinion i udało im się zniszczyć muzułmańską flotę. Childebrand, brat Karola, poniósł jednak klęskę, próbując odbić Narbonę.
Frankowie rozpoczęli kampanię ataków na miasta poddane muzułmańskiej władzy. Zaatakowali Beziers, Agde, Maguelone, Montpellier i Nîmes, niszcząc ich fortyfikacje. Po zniszczeniu opozycji w Prowansji Karol wycofał się na północ. Był to jednak dopiero początek kampanii Franków przeciwko muzułmańskiej Septymanii. Karol Młot i jego następca, Pepin Krótki, stopniowo podbijali miasta podlegające muzułmanom. W 759 roku Pepin zadał ostateczny cios muzułmanom na południu Galii, zdobywając ich najważniejszą twierdzę, Narbonę. Karolingowie utrwalili swoje panowanie na tych terenach zawierając porozumienie z miejscowymi gockimi możnowładcami i podporządkowując sobie Księstwo Akwitanii.
Następca Pepina, Karol Wielki przesunął granicę państwa Franków dalej na południe, przekraczając Pireneje i ustanawiając na północy półwyspu Iberyjskiego Marchię Hiszpańską.